# Clădirea fostului han (Chișinău)
Clădirea fostului han este o clădire amplasată pe str. Iacob Hîncu, 4 în Chișinău, Republica Moldova. Este un monument arhitectural de importanță națională inclus în Registrul monumentelor Republicii Moldova ocrotite de stat cu nr. 209 (municipiul Chișinău). Datează de la înc. sec. XIX.